# Фадил, Мухаммед Абдулла
Абдулла Мухаммед Фадил (сомал. Cabdallah Maxamed Fadhil, араб. عبد الله محمد فاضل‎ ум. январь 1991 года), также известен как Абдалла Мухаммед Фадил ― сомалийский военный деятель.

## Биография
Фадиль был сыном йеменского мушкетёра из мухафаза Таиз султаната Хобьо. Его матерью была Нух Джабраил из сомалийского клана Мужартинов. Оба его родителя были подданными султана Али Юсуф Кенадида.
Фадил был начальником штаба Объединенного комитета и первым командующим Вооружённых сил Сомали. Также был старшим членом Верховного революционного Совета. Имел звание генерал-майора. Также имел ряд министерских портфелей: министра промышленности и торговли, министра здравоохранения, министр портов и морского транспорта во время правления Сиада Барре.
В 1970-х годах Абдулла Мухаммед Фадил и Мухаммед Али Саматар посоветовали президенту Барре отобрать лучших выпускников Академии имени Фрунзе, чтобы возглавить Огаденскую кампанию против Эфиопии и объединить территорию Сомалийского полуострова под властью Сомали.

## Война за Огаден
Генерал Фадил и генерал Самантара отобрали лучших военных специалистов из Военной академии имени Фрунзе, отдав им предпочтение перед выпускниками из Модены. Фадил и Самантар высоко ставили свои товарищей по студенческой скамье, которые были выпускниками этого элитного советского вуза, где проходили обучение наиболее способные офицеры армий стран Варшавского договора и их союзников. Чтобы возглавить предстоящую военную кампанию, Фадил и Самантар выбрали следующих офицеров:
1. Полковник Абдуллахи Юсуф Ахмед ― направление Негеллие.
2. Полковник Абдуллахи Ахмед Ирро ― направление Гуди.
3. Полковник Али Хусейн ― направление Кабри Дахаре.
4. Полковник Фарах Хандулле ― направление Вардер.
5. Генерал Юссуф Салхан ― направление Джигжига.
6. Генерал Мохамед Нур Галаал.
7. Полковник Али Исмаил и полковник Абдулрахман Ааре ― направление Дегех-Бур.

## Смерть
Высокопоставленные чиновники Сомали, в том числе Фадил и Самантара после окончания войны за Огаден стали целью для покушений из-за своей клановой принадлежности. После начала Гражданской войны в 1991 году и краха режима Барре, Марио Сика, посол Италии в Могадишо, документально подтвердил, что хотя представители Объединенного Сомалийского Конгресса (ОСК) заявляли, что они боролись против режима Барре в целом и не собирались ввязываться в клановую борьбу, ― должностные лица режима Барре, которые принадлежали к тому же клану, что и руководители ОСК, не пали жертвой оппозиционеров. Напротив, их приветствовали как героев, в то время как Фадил и близкие к нему люди были убиты. Фадил, как сообщается, был убит владельцем ресторана в Могадишо исключительно из-за клановых соображений.